# Dummer (Royaume-Uni)
Pour les articles homonymes, voir Dummer.
Dummer est une paroisse civile et un village du Hampshire, en Angleterre.